# Lagoa do Iriri
Lagoa do Iriri är en lagun i Brasilien.   Den ligger i delstaten Rio de Janeiro, i den sydöstra delen av landet, 1 000 km sydost om huvudstaden Brasília. Lagoa do Iriri ligger 12 meter över havet.